# Рижак Володимир Юрійович
Володи́мир Ю́рійович Рижа́к (1989—2014) — фахівець групи матеріального забезпечення, батальйон патрульної служби міліції особливого призначення «Шахтарськ», Міністерство внутрішніх справ України, учасник російсько-української війни.

## З життєпису
Народився 1989 року в селі Шарин (в інших джерелах — у місті Сміла; а на початку 1990-х років разом із батьками переїхав до села Шарин). Закінчив 9 класів Шаринського НВК; вступив на навчання в Уманський агротехнічний коледж. Учасник Революції Гідності з 4 грудня 2013 року. Стояв на передовій 18—20 лютого 2014-го (батькам нічого не казав), йому прострелили двічі каску, мав опік верхніх дихальних шляхів від невідомих газів. Коли «Беркут» оточив Український дім, вибив вікно й вивів з будинку близько 100 людей.
Після початку війни збирав допомогу бійцям, перевозив до батальйону «Шахтарськ», у який згодом і записався — хоча був оформлений як цивільний працівник (про це стало відомо лише після його загибелі).
2 серпня 2014-го батальйон «Шахтарськ» ліквідував диверсійну групу терористів у місті Докучаєвську, Володимир загинув у бою, захищаючи товариша. Тоді ж загинув Старіков Євген Андрійович.
Похований у селі Шарин 5 серпня 2014-го.
Без Володимира лишились батьки та сестра. Після загибелі Володимира його батько Юрій Рижак став до лав батальйону імені Сергія Кульчицького.

## Нагороди та вшанування
- 14 листопада 2014 року за особисту мужність і героїзм, виявлені у захисті державного суверенітету та територіальної цілісності України, вірність військовій присязі під час російсько-української війни, відзначений — нагороджений орденом «За мужність» III ступеня (посмертно). 27 лютого 2015 року його мамі Ірині Рижак передано нагороду Володимира.
- Його ім'я занесено до Книги пам'яті загиблих працівників Управління МВС України в Черкаській області, та увічнено на обеліску загиблим міліціонерам — розміщений на подвір'ї УМВС
- медаль «За жертовність і любов до України» (1.12.2017; посмертно)